# جورج داروين (لاعب كرة قدم)
جورج داروين (بالإنجليزية: George Darwin)‏ (16 مايو 1932 في المملكة المتحدة - يونيو 2019) هو لاعب كرة قدم بريطاني في مركز مهاجم داخلي. لعب مع ديربي كاونتي ونادي روذرهام يونايتد وهدرسفيلد تاون ونادي بارو ونادي مانسفيلد تاون ونادي بوسطن تاون ‏.

## وصلات خارجية
- جورج داروين على موقع قاعدة بيانات كرة القدم.إي يو (الإنجليزية)